# 公文包

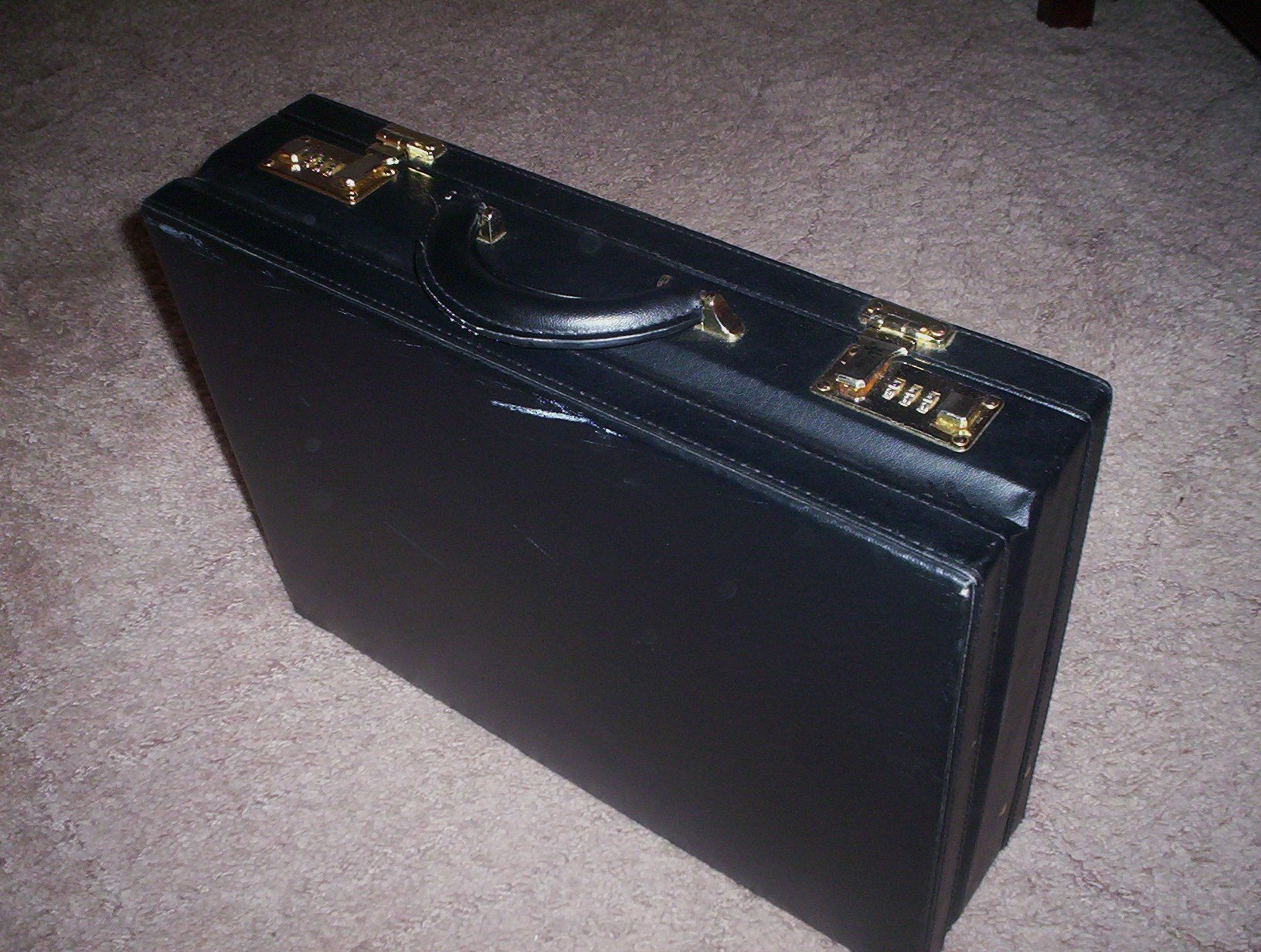
公文包

公文包，又稱公事包，是一个狭窄的箱形袋，主要是用来存放纸和其他文件的。律师经常使用公文包来存放案宗，商人和其他专业人士，用它来存放笔记本电脑和重要文件。
最早的公文包起源于14世纪，那时人们拿公文包来存放金钱和贵重物品。当时它被称为"budget"，来源于拉丁文单词“bulga”或爱尔兰文单词“bolg”。现在，"budget"的意思是商业中的「预算」。
公文包第一次用上铁架是在1826年的巴黎。这种设计经过演变，就成了现在的公文包。